# Noctubourgognea bicolor
Noctubourgognea bicolor là một loài bướm đêm thuộc họ Noctuidae. Nó được tìm thấy ở Bahía Orange, Patagonia, Estrecho de Magallanes và Tierra del Fuego ở Chile và the San Martín de los Andes và Neuquén ở Argentina.
Sải cánh dài khoảng 44 mm. Con trưởng thành bay vào tháng 3.